# 忽都虎
忽都虎（？—1293年），麦里吉台氏，元朝将领。绍古儿之孙。
绍古兒去世后，忽都虎的父亲拜都承袭军职。拜都去世，忽都虎袭，移镇睢州。1259年，跟随忽必烈渡长江，攻南宋鄂州，回镇恩州。1262年，征李璮有功，忽必烈命修筑邳州城，领兵镇守两淮。1274年，跟随丞相伯颜渡长江，有战功。又跟随参政董文炳沿海出征，回军，镇守嘉兴，行安抚事。1275年，加昭勇大将军，职如故。1277年，担任嘉兴路总管府达鲁花赤，升任镇国上将军、黄州路宣慰使，不久废除黄州宣慰司，回到旧任。1279年，改授浙西道宣慰使，加招讨使，仍为镇国上将军。奉诏征占城，向朝廷献占城国降表、贡物入见，忽必烈厚加赏赐。1287年，从征交趾。次年还师，担任邳州万户府万户。1293年，没在军中去世。

## 延伸阅读
[在维基数据编辑]
 《元史·卷123》，出自宋濂《元史》
 《新元史/卷129》，出自柯劭忞《新元史》